# Lilian Belmont
Lilian Hermine Belmont (Pseudonym L. H. Belten; * 19. Oktober 1894 in Wien; † 5. Juni 1972 ebenda) war eine österreichische Bühnenschauspielerin, Schriftstellerin, Drehbuchautorin und Filmjournalistin.

## Leben und Wirken
Die Tochter des US-amerikanischen Konsulatsbeamten Harry Belmont und der Österreicherin Hermine Schmied wuchs in Wien auf, besuchte dort die Schauspielakademie und begann noch in der k.u.k.-Monarchie ihre künstlerische Laufbahn als Theaterschauspielerin an heimischen Bühnen (Steyr, Bielitz in der letzten Kriegsspielzeit 1918/19, Salzburg Anfang der 1920er Jahre, Klagenfurt sowie Tourneen durch die Zips und die Tschechoslowakei). Ab 1930 verlegte sich Lilian Belmont aufs Schreiben und wurde freiberufliche Schriftstellerin. Sie verfasste Novellen und Kurzgeschichten für Tageszeitungen und Zeitschriften und übersetzte Romane und Theaterstücke aus dem Italienischen ins Deutsche. Mit dem literarischen Pressevertrieb L. H. Belmont besaß sie zeitweilig ihre eigene Firma.
Seit 1939 mit dem Drehbuchautor Fritz Koselka verheiratet, formten sie und ihr Ehemann in der Spätphase des Zweiten Weltkriegs ein Gespann und begannen, zunächst für die Münchner Bavaria und die Wien-Film, Filmdrehbücher zu verfassen. Nach 1945 setzte Lilian Belmont diese gemeinsame Tätigkeit für einige Jahre im wiedererstandenen Österreich fort und schuf, in Zusammenarbeit mit Franz Antel, 1951 mit Hallo Dienstmann eine der erfolgreichsten österreichischen Nachkriegskomödien (Titelrolle: Hans Moser), ehe sie bereits 1953 als Autorin die Filmbranche wieder verließ und fortan als Filmjournalistin arbeitete. Sie starb 1972 im Krankenhaus Göttlicher Heiland in Wien an den Folgen einer Krebserkrankung.

## Filmografie
- 1944: Ich bitte um Vollmacht
- 1944/49: Wie ein Dieb in der Nacht
- 1948: Alles Lüge
- 1949: Kleine Melodie aus Wien (nur Idee)
- 1950: Jetzt schlägt’s 13 (Es schlägt 13)
- 1951: Tanz ins Glück
- 1951: Hallo Dienstmann
- 1952: Der Mann in der Wanne
- 1953: Wirbel um Irene (Irene in Nöten)